# Casa das Minas
A Casa das Minas é um templo de tambor de Mina localizado na Rua de São Pantaleão, no chamado Centro Histórico da cidade de São Luís, capital do estado do Maranhão, no Brasil. Apesar de não ter casas descendentes, o modelo do culto do tambor de mina é grandemente influenciado pela Casa das Minas, sendo um símbolo do tambor de mina tradicional.

## Estrutura
Fica localizada em um terreno que possui cerca de 1500 m², sendo que 660 m² de área construída. A casa é formada por dois casarões cercados por um muro, com duas portas e seis janelas voltadas para a Rua de São Pantaleão. Possui inúmeras salas, distribuídas ao longo de uma varanda e um corredor que dá acesso ao terreiro. No interior da casa, se encontra o come, área sagrada, que está sempre fechada e, para acessá-la, há exigências a respeitar-se. No come, se encontra o peji, santuário ou altar dos voduns da Casa.

## Histórico
O Querebentã Toi Zomadonu (Casa das Minas Jeje) foi fundada aproximadamente na década de 1840 por uma mulher africana chamada Maria Jesuína, trazida ao Brasil como escrava. Segundo Pierre Verger, Maria Jesuína seria a rainha Nã Agontimé, membro da família real do Daomé, esposa do arroçu (rei) Agonglô e mãe de Guezô. No documento mais antigo de que se tem notícia sobre a Casa das Minas, a escritura do prédio da esquina data de 1847, estando em nome de Maria Jesuína e suas companheiras que, segundo relatos, eram africanas.
O templo é consagrado a Zomadonu, o vodum da fundadora. A Casa das Minas (ou Querebentã de Zomadonu) possui uma tradição matriarcal, ou seja, só é governada por mulheres e somente mulheres podem serem possuídas pelos voduns (os homens só podem participar do culto tocando os instrumentos musicais litúrgicos).
Em 1914 foi realizado o último barco de tobôssi e a última iniciação de vodunsi-gonjaí, as quais faleceram na década de 1970. Na década de 1960 foram iniciadas as últimas vodunsi-he, as quais faleceram na década de 2010.

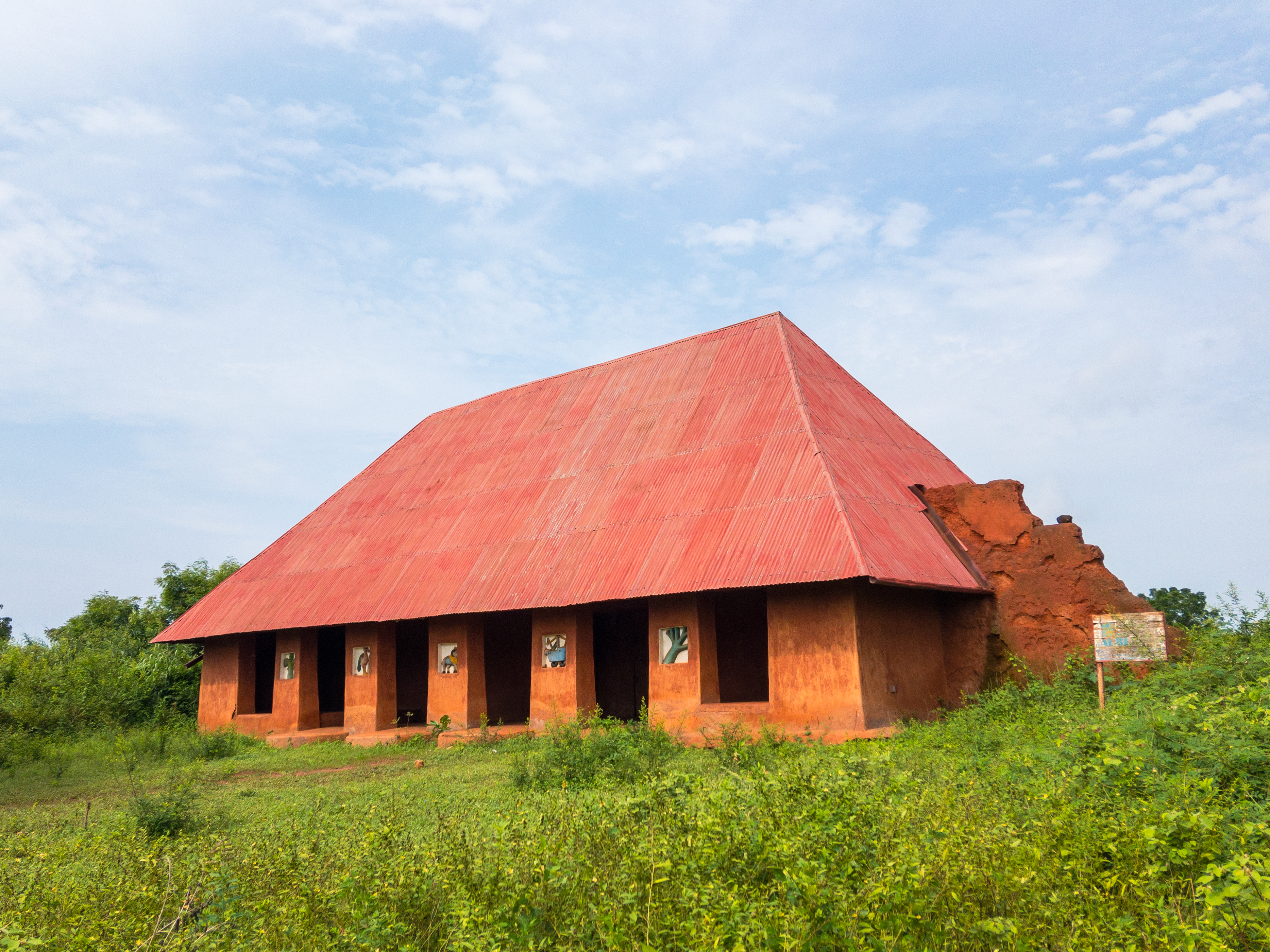
Vista de um dos palácios da família real do Daomé em Abomey, Benin, local de origem da fundadora da Casa das Minas.

A casa sofreu muitas perseguições durante o Estado Novo, período no qual autoridades maranhenses pressionavam para que o terreiro fosse transferido para uma região mais distante. Porém, as autoridades acabaram permitindo a permanência da Casa das Minas e da Casa de Nagô, dada sua antiguidade.
A partir da década de 1930, o templo foi visitado e estudado por diversos pesquisadores, entre eles Manoel Nunes Pereira, Sérgio Ferretti, Pierre Verger e Roger Bastide, o que reforçou o prestígio e importância que a Casa das Minas tinha no tambor de mina do Maranhão. Estes contatos também possibilitaram que Dona Celeste, uma das mais conhecidas vodunsis da casa, visitasse o Benin (terra natal dos voduns cultuados na casa) em 1993 e que Dona Deni trocasse correspondências com o chefe de culto de Zomadonu em Abomei.
Em 2002, a casa foi tombada pelo Instituto do Patrimônio Histórico e Artístico Nacional (IPHAN), por meio do Processo nº 1464-T-00, tendo sido objeto de muitos estudos acadêmicos no Brasil e no exterior.
A última dirigente e última vodunsi viva da casa, Dona Deni de Tói Lepon, faleceu em 2015. Desde essa data, os voduns daomeanos já não dançam mais na Casa das Minas. Atualmente, a casa é dirigida pelo huntó (tocador) Euzébio Pinto, neto de Dona Amélia (décima dirigente da casa), que continua dando seguimento às festividades tradicionais do templo, integrantes da cultura maranhense e que eram solicitados pelos voduns que gostavam delas. A Casa das Minas continua realizando as festas do catolicismo e da cultura popular, como as festas do Divino Espírito Santo, a Queimação das Palhinhas do presépio com ladainha e mesa de doces no Dia de Reis, Quarta-Feira de Cinzas, Sábado de Aleluia, dia de São Benedito, Dia de São Cosme e São Damião e o Dia de Santa Bárbara. Em algumas destas festas, ocorrem apresentações de grupos de tambor de Crioula ou de bumba-meu-boi, sendo um importante polo cultural. Também se considera um exemplo de resistência e memória da cultura e religiosidade negras, visto que outras casas da mesma época não existem mais.

## Culto

### Ser Supremo
Na Casa das Minas, o Ser Supremo (ou Deus, na terminologia ocidental) é chamado Avievodum. Como Olodumare (ser supremo dos iorubás), Avievodum está distante e inalcançável, sendo pouco lembrado pelos devotos e não merecendo culto específico: são os voduns, subordinados a Avievodum, as divindades que estão em permanente contato com os seres humanos.

### Os voduns e suas famílias
Os voduns são as divindades do povo euê-fon, que representam forças da natureza e antepassados humanos divinizados. Na Casa das Minas, os voduns masculinos recebem o título "toi" e os voduns femininos o título "nochê". Conforme estudos exaustivos de Sérgio Ferretti, os voduns cultuados na Casa das Minas estão agrupados nas famílias de Davice, Dambirá, Savaluno e Quevioçô:

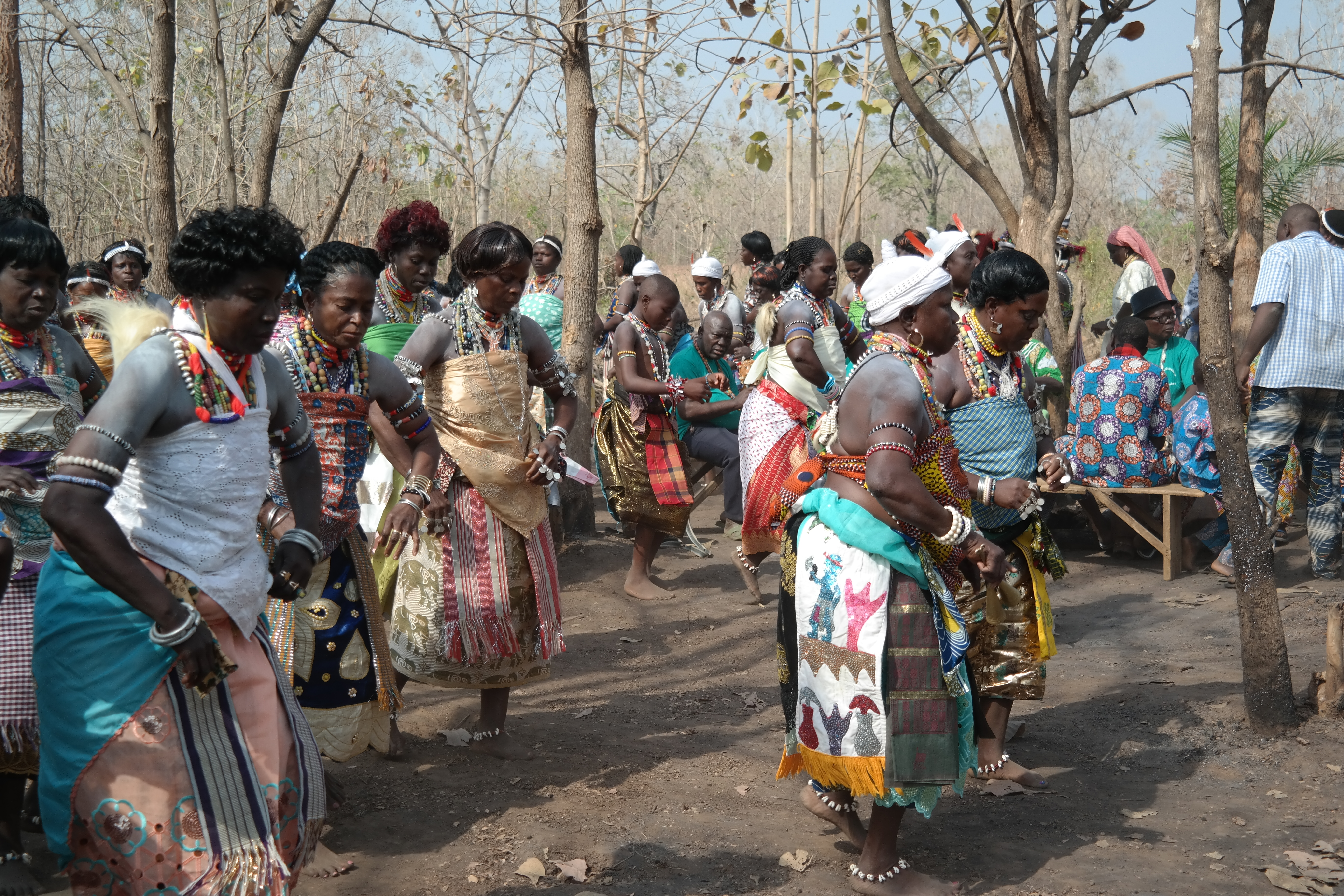
Adeptas de Sapatá (Sakpata), vodum da terra ligado à saúde e às doenças, dançando no Benin. Sapatá era um dos principais voduns da Casa das Minas

1. Família de Davice: reúne os voduns da família real do Abomei, no atual Benim. É composta dos seguintes voduns:
  - Nochê Naê, Mãe Naê: a vodum mais velha e ancestral mítica do clã.
  - Zomadônu: o dono da Casa das Minas e chefe de uma das linhagens da família de Davice. Rei e pai dos toquéns Toçá e Tocé (gêmeos),  Jagoboroçu e Apoji. Filho de Acoicinacaba.
  - Acoicinacaba: pai de Zomadônu e filho de Dadarrô.
  - Dadarrô: chefe da primeira linhagem da família; vodum mais velho da família de Davice. Casado com Naedona e irmão de Acoicinacaba. Tio de Zomadônu. É pai de Sepazim, Doçu, Bedigá, Nanim e Apojevó. Representa o governo e é protetor dos homens de dinheiro.
  - Naedona (Naiadona ou Naegongom): esposa de Dadarrô e mãe de Sepazim, Doçu, Bedigá, Nanim e Apojevó.
  - Arronoviçavá: irmão de Naedona, é cambinda (mas considerado jeje por outras casas).
  - Sepazim: princesa casada com Daco-Donu, com quem teve um filho chamado Tói Daco, que é toquém.
  - Daco-Donu: marido de Sepazim, pai de Daco.
  - Daco: filho de Sepazim e Daco-Donu. Toquém.
  - Doçu (Doçu-Agajá. Maçon, Huntó ou Bogueçá): jovem cavaleiro, boêmio, poeta, compositor e tocador. Pai dos três toquéns Doçupé, Nochê Decé e Nochê Acuevi.
  - Doçupé: filho de Doçu. Toquém.
  - Nochê Decé: filha de Doçu. Toquém.
  - Nochê Acuevi: filha de Doçu. Toquém.
  - Bedigá: também cavaleiro como o irmão Doçu. Aceitou a coroa do pai Dadarrô que Doçu tinha recusado. Protetor dos governantes, advogados e juízes.
  - Apojevó: filho mais novo de Dadarrô. Toquém.
  - Nochê Nanim (Ananim): filha adotiva de Dadarrô, criou Daco (neto de Dadarrô) e Apojevó (seu irmão mais novo).
2. Família de Savaluno: é uma família de voduns amigos da família de Davice. Não são jeje e são hóspedes na Casa das Minas. É composta dos seguintes voduns:
  - Topa: um vodum solitário, o qual tem mais dois irmãos, Agongono e Zacá.
  - Zacá (Azacá): vodum caçador.
  - Agongono: vodum que se relaciona com os astros; amigo de Zomadônu e pai de Jotim.
  - Jotim: filho de Agongono. Toquém.
3. Família de Dambirá: reúne os voduns da terra, ligados às doenças e às curas. É composta dos seguintes voduns:
  - Acóssi-Sapatá (Acóssi, Acossapatá ou Odan) - curador e cientista, conhece o remédio para todas as doenças. Ficou doente também por tratar os enfermos. Pai de Lepom, Poliboji, Borutoi, Bogono, Alogué, Boça, Boçucó e dos gêmeos Roeju e Aboju.
  - Azile: irmão de Acóssi. Também é doente.
  - Azonce (Azonço, Agonço ou Dambirá-Agonço): irmão de Acóssi e Azile, o único que não é doente. É velho e é nagô. Pai de Euá.
  - Euá: filha de Azonce, também é nagô.
  - Lepom: filho mais velho de Acóssi. Vodum velho.
  - Poliboji: também vodum velho.
  - Borutoi (Borotoe ou Abatotoe): vodum velho. Usa bengala.
  - Bogono (Bogon ou Bagolo): diz-se que se transforma em sapo.
  - Alogué: diz-se que é aleijado.
  - Boça (Boçalabê): mocinha alegre, está sempre com o irmão Boçucó. Toquém.
  - Boçucó: outro dos irmãos mais novos. Toquém.
  - Roeju e Aboju - irmãos gêmeos. Ambos toquéns.
4. Família de Quevioçô: reúne os voduns considerados nagôs, embora não sejam orixás. Quase todos são mudos para evitar que revelem os segredos dos nagôs ao pessoal da Casa das Minas, onde são hóspedes de Zomadônu. É composta dos seguintes voduns:
  - Nanã (Nanã Biocã, Nanã Bunicu, Nanã Borocô ou Nanã Borotoi): diz-se que é de Davice mas auxilia Quevioçô. É a nagô mais velha, a que trouxe os outros.
  - Naité (Anaité ou Deguesina): mulher velha que representa a lua.
  - Vó Missã: a velha que resolve tudo entre os nagôs.
  - Nochê Sobô (Sobô Babadi): mãe de todos os voduns de Quevioçô (Badé, Lissá, Loco, Ajanutoi, Averequete e Abê). Representa o raio e o trovão.
  - Badé (Nenem Quevioçô): representa o corisco. Equivale a Xangô entre os nagôs. É mudo e se comunica por sinais.
  - Lissá: vodum dos astros. Representa o sol. É vadio e anda muito. Também é mudo.
  - Loco: representa o vento e a tempestade. Também é mudo.
  - Ajanutoi: é surdo-mudo e não gosta de crianças.
  - Abê - vodum dos astros, como Loco. Representa o cometa, uma estrela caída nas águas do mar. Vodum jovem e mulher. Uma dos poucos do clã que falam. É toquém. Corresponde ao orixá Iemanjá dos nagôs.
  - Averequete (Verequete): também fala e é toquém.
  - Ajautó de Aladá (Aladanu): vodum amigo da família de Quevioçô que toma conta dos filhos de Dambirá. Pai de Avrejó. É velho e usa bengala. Ajuda Acóssi, que é doente. Mora com o povo de Quevioçô. É rei nagô, protetor dos advogados.
  - Avrejó: vodum amigo da família de Quevioçô que toma conta dos filhos de Dambirá. Filho de Ajautó. Toquém

O vodum Legba não tem culto organizado na Casa das Minas, onde é identificado com Satanás, o Mal. Apesar de não ter culto organizado, verificam-se uns poucos gestos rituais ligados a Legba, por exemplo, certos cânticos pedindo para que Legba se afaste, que são cantados ao inicio de todo tambor. Ocupa, entretanto, lugar importante em outros terreiros influentes de tambor de mina de São Luís. No lugar de Legba, quem atua como mensageiro são os toquens, voduns adolescentes ligados a cada família. Do mesmo modo, na Casa das Minas não há culto a orixás, caboclos, encantados e outras divindades populares em outros terreiros de tambor de mina.

### Tobôssi
As tobôssi são entidades infantis femininas, as quais só eram recebidas pelas vodunsi-gonjaí (adeptas do grau superior da hierarquia), jamais pelas vodunsi-he (adeptas do grau inferior da hierarquia). Elas usavam pano da costa africano e manta de miçangas coloridas sobre os ombros. Na cabeça usavam uma pequena trouxa de pano e brincavam com bonecas. Só eram recebidas em festas especiais que duravam vários dias e realizadas três vezes ao ano: no Natal; no Carnaval e em São João. Tinham danças e cânticos em uma língua diferente, pediam presentes, comiam e distribuíam comidas em pequenas quantidades aos visitantes. Eram elas que davam nomes africanos às novas vodunsis-he. Como as últimas vodunsi-gonjaí morreram na década de 1970, desde essa época as tobôssi não vêm mais dançar na Casa das Minas.

### Catolicismo popular
O catolicismo está muito presente na Casa das Minas, uma vez que os escravizados eram obrigados a serem católicos e que o catolicismo era a religião oficial do país até fins do século XIX e oficiosa em grande parte do século XX. As festas do Divino continuam ativas e têm crescido mesmo com o falecimento da maioria das vodunsis. Há pessoas amigas das antigas organizadoras que têm interesse em manter esta festa que é muito popular. Da mesma forma, algumas festas de santo do catolicismo popular como a queimação das palhinhas do presépio continua sendo organizada com ladainha e mesa de doces. Algumas outras festas de santo como no dia de Reis ou no dia de São Benedito, de Cosme e Damião, continuam sendo organizadas. É também comum em algumas destas festas ocorrer apresentações de grupos de Tambor de Crioula ou de Bumba-meu-boi que comunicam que irão se apresentar na casa.

### Toques
Na Casa das Minas, os toques são realizados por três tambores com couro numa só boca (hum, humpli e gumpli), batidos com a mão e com aguidavi. São também acompanhados pelo ferro (gã) e por cabaças pequenas revestidas de contas coloridas.

### Rituais
Alguns dos principais rituais que eram realizados na Casa das Minas: a "Festa de Averequete", o "Banquete dos Cachorros" (homenagem a São Lázaro, na qual um jantar é oferecido para os cachorros e as crianças), o "Arrambã" (festa de encerramento das atividades do terreiro devido ao período da quaresma), a "Festa do Divino", (geralmente uma cerimônia do catolicismo popular, mas que no tambor de Mina é feito no interior dos terreiros), o "Tambor de Pagamento" (festa para pagamento dos tocadores) e o "Tambor de Choro" (ritual fúnebre).
Na Casa das Minas as vodunces só são possuídas pelos voduns e cada uma só pode ser possuída por um vodum específico. As vodunces da casa  não podem dançar antes de entrarem em transe. Durante o transe as vodunces ficam com os olhos abertos, não comem, não bebem e não satisfazem necessidades fisiológicas. Os voduns, manifestados nas vodunces, podem falar e manter diálogos, (a exceção dos Voduns da Família de Quevioço que são mudos e se comunicam por sinais que são interpretados por Toi Averequete e Nochê Abê, os únicos que falam). Eles costumam a conversar entre si e com os devotos, dando-lhes conselhos e recados. Os voduns também entoam os seus próprios cânticos e dançam. Há alguns que gostam de fumar um cachimbo.
Nas festas as vodunces usam saias lisas na mesma cor ou estampada, blusa branca rendada, pequenas sandálias de salto baixo que devem ser um pouco menores que os pés da vodunce e um colar de guias de miçangas pequenas coloridas em que predominam o marrom (gonjeva), chamado de Rosário, onde se coloca medalhas, objetos de sorte, conchas marinhas e um crucifixo. Antes de entrarem em transe, as vodunces se perfumam. Ao entrarem em transe passam a usar uma toalha branca bordada de rendas amarrada nos seios ou na cintura e a carregar um lenço branco na mão. Algumas usam símbolo do seu vodum, como bengala, espada, leques, joias, um lenço colorido no ombro esquerdo e  penteados especiais.

## Sacerdotisas
A Casa das Minas foi liderada (em ordem cronológica):
1. Maria Jesuína de Tói Zomadonu, século XIX.
2. Mãe Luísa de Tói Zomadonu, até o início da década de 1900.
3. Mãe Hosana, até 1915.
4. Mãe Andresa de Tói Poliboji, de 1915 a 1954.
5. Mãe Anéris Santos, de 1954 a 1961.
6. Dona Manoca, de 1961 a 1967.
7. Dona Leocádia de Toçá, de 1967 a 1970
8. Mãe Filomena, última vodunsi-gonjaí a assumir a casa, de 1970 a 1972.
9. Dona Amância, primeira vodunsi-he a assumir a casa, de 1972 a 1976.
10. Dona Amélia, de 1976 a 1997.
11. Dona Deni de Tói Lepon, de 1997 a 2015.

## Galeria

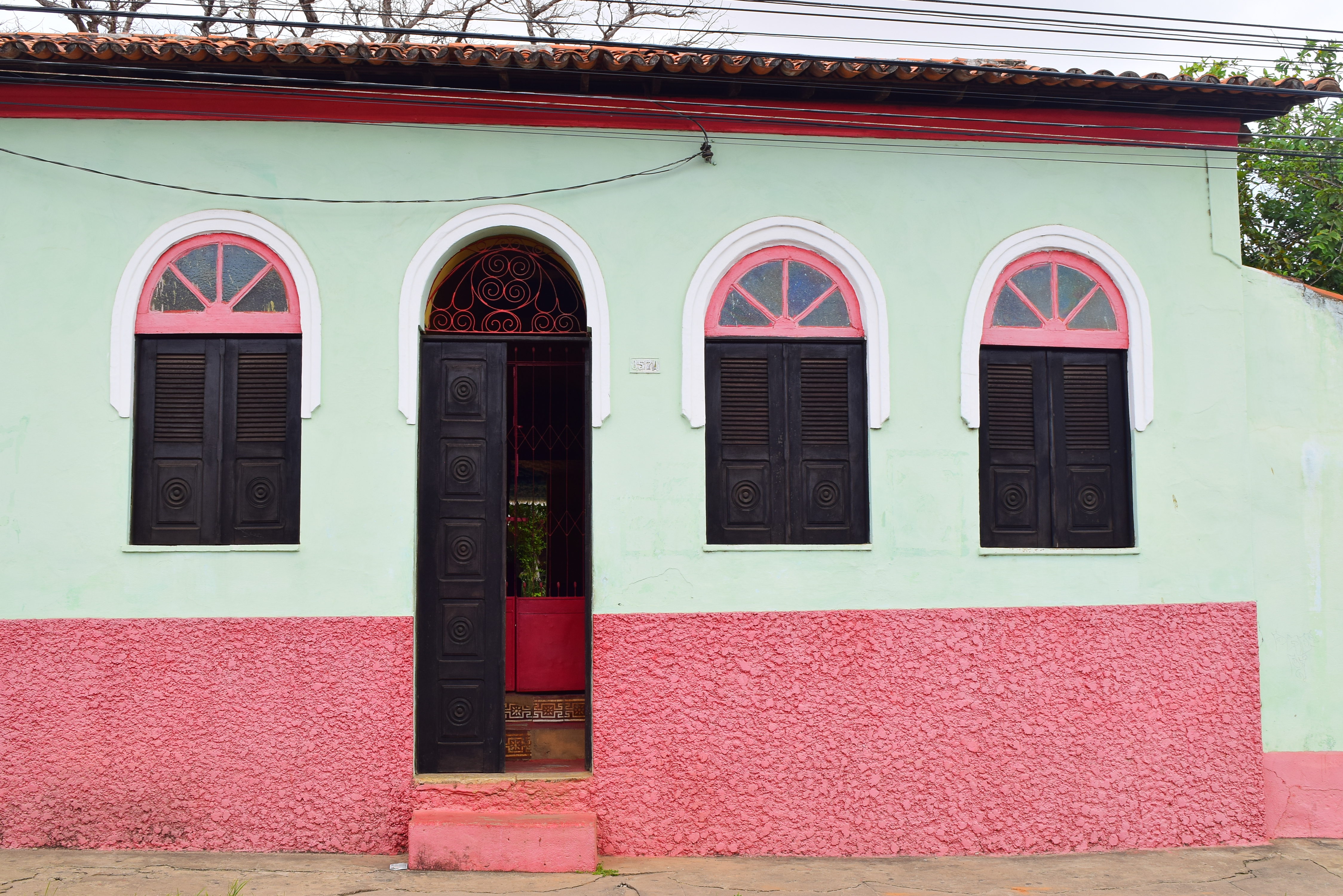
Fachada da Casa
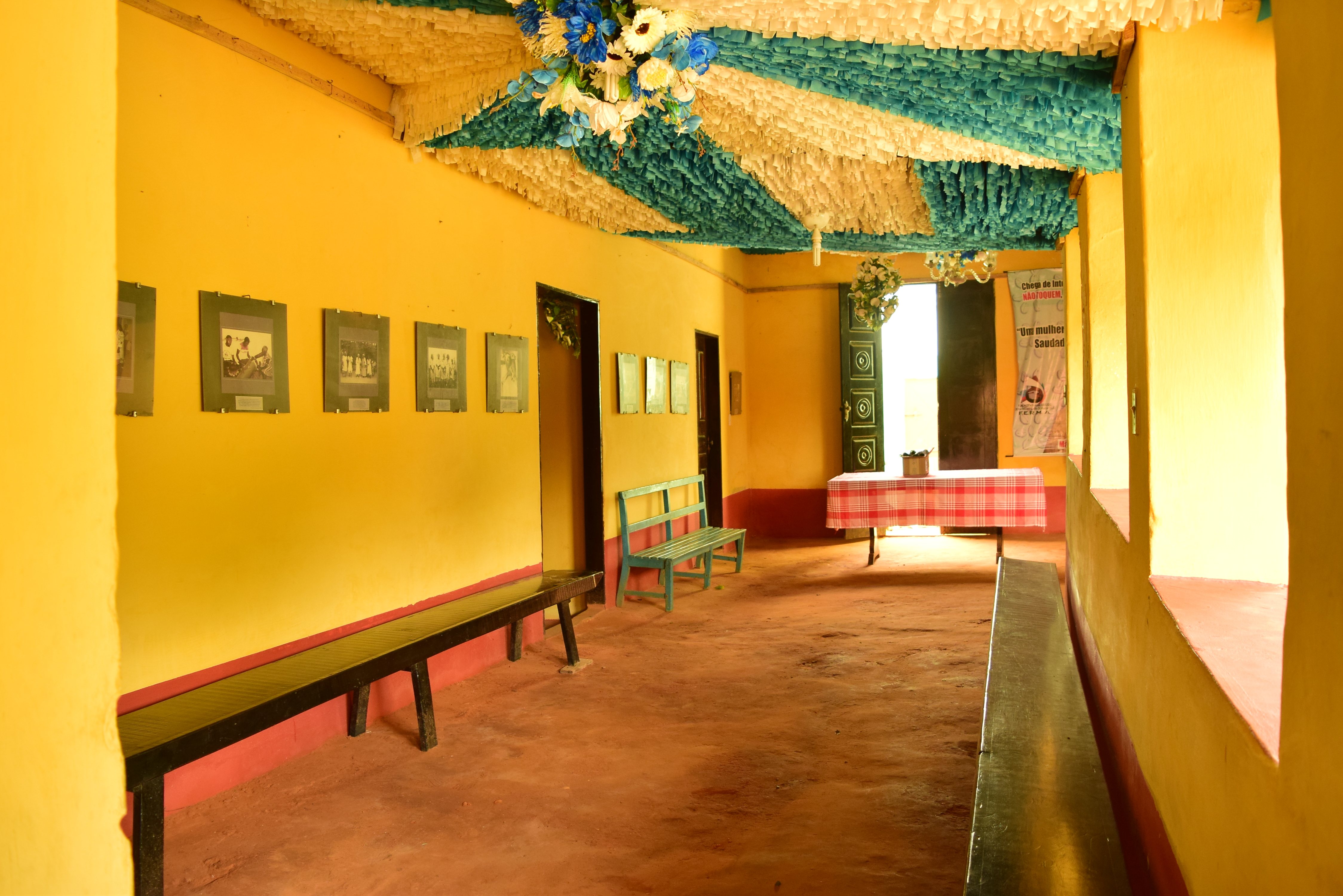
Salão interno
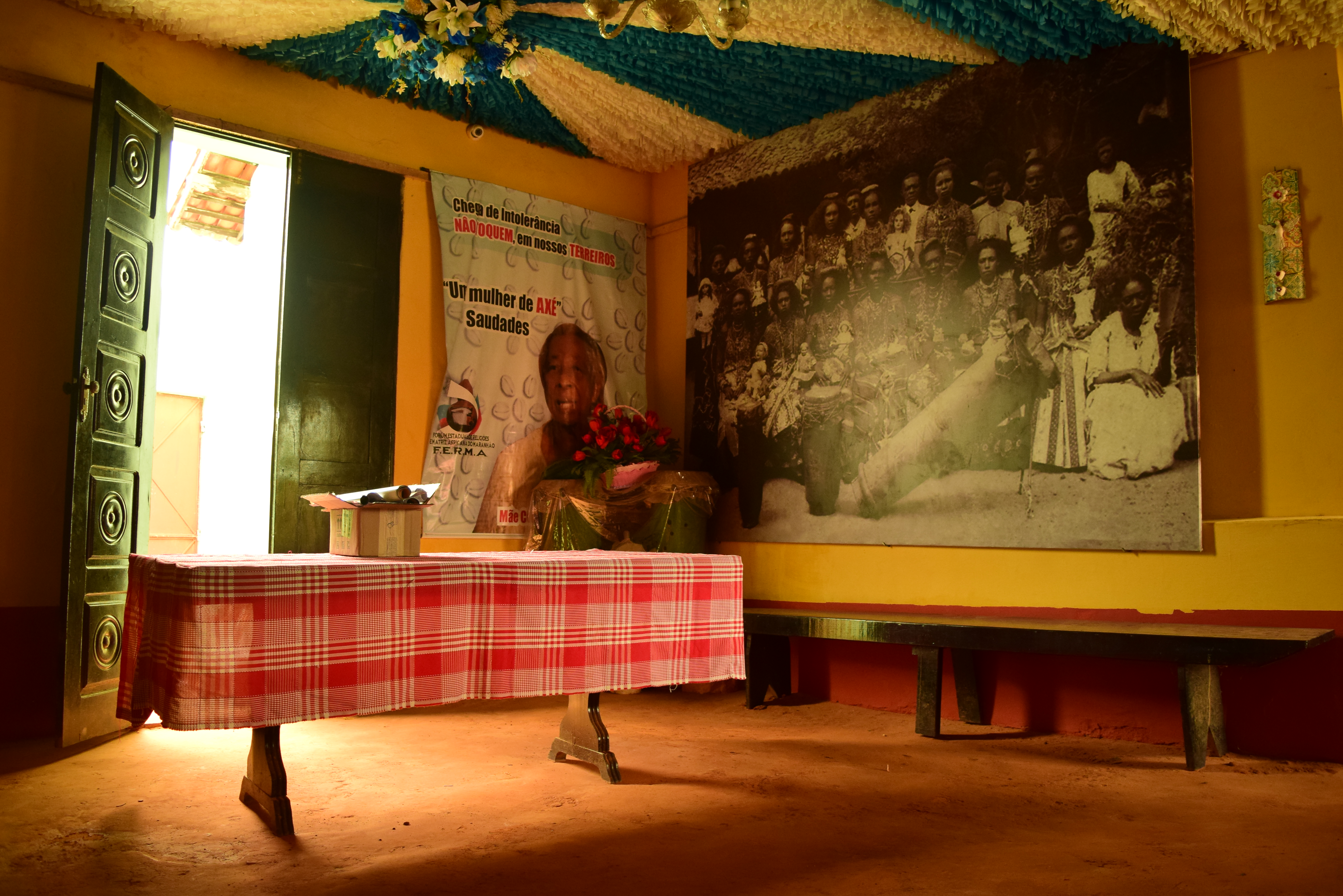
Átrio principal e foto da última feitoria ou barco de tobóssis (cerimônia de iniciação completa) realizado, em 1914
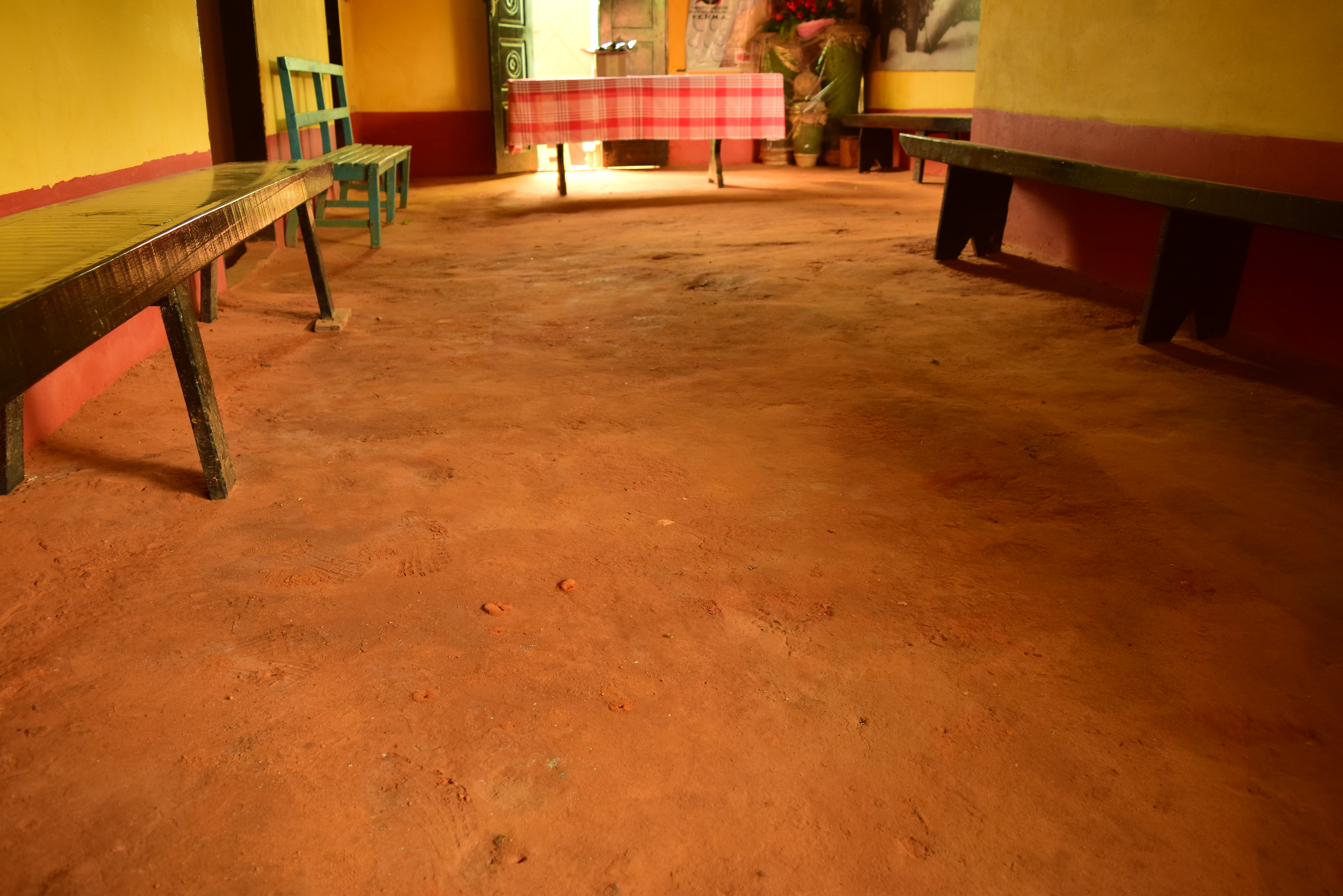
Chão de terra batida do átrio
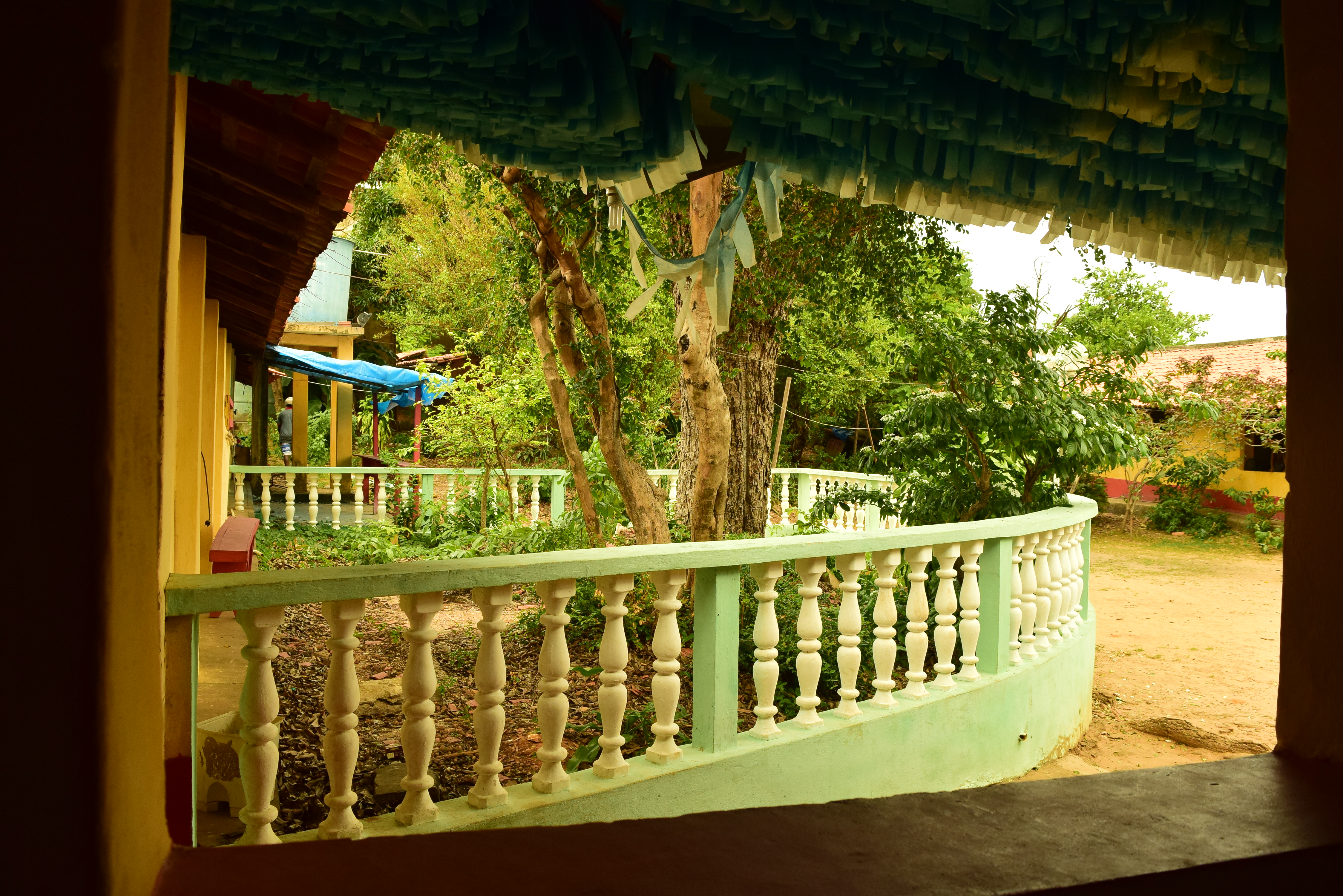
Vista do interior da casa, com cajazeira sagrada centenária, dedicada a Noche Naé, mãe de todos os voduns.
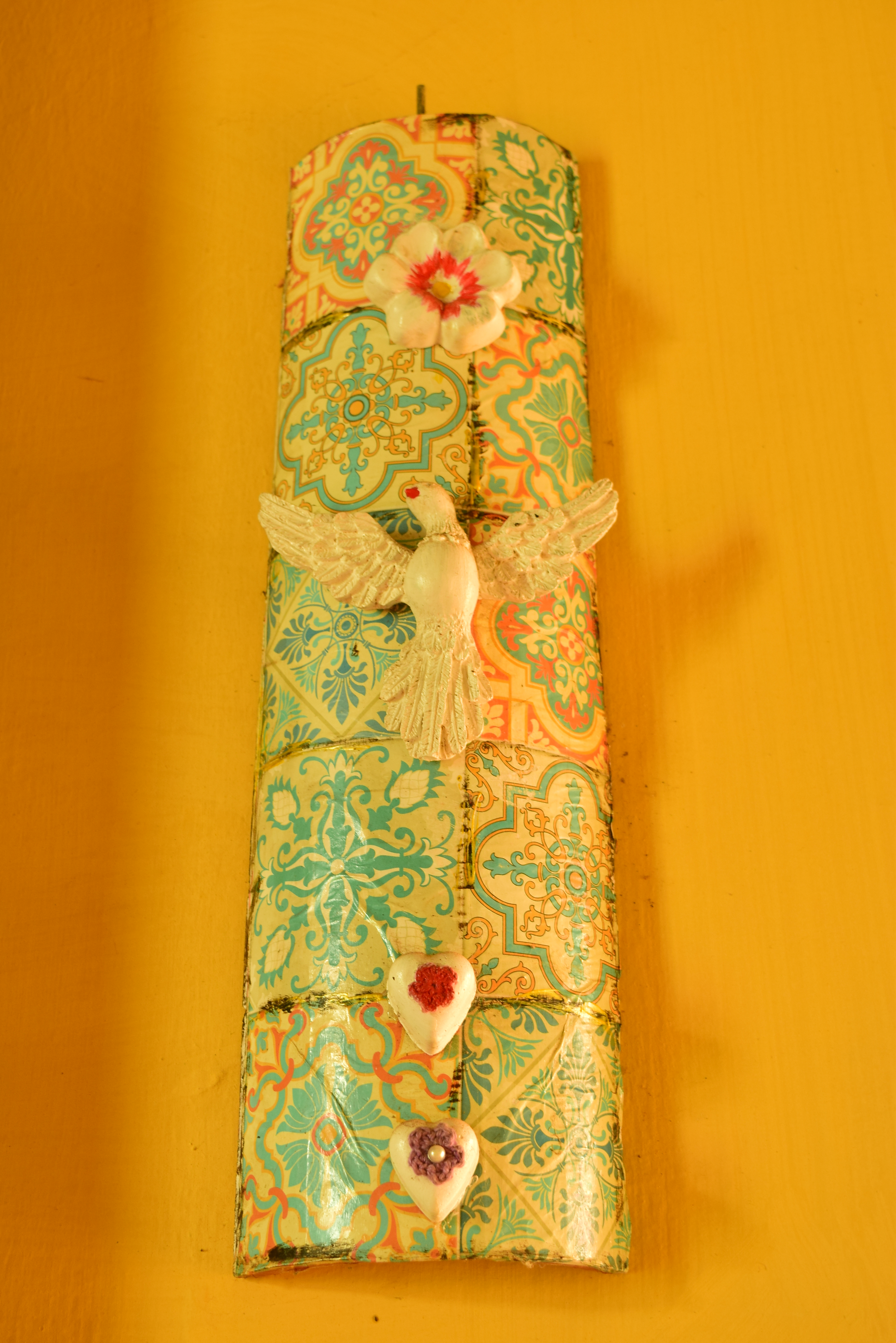
Arte feita em telha de barro
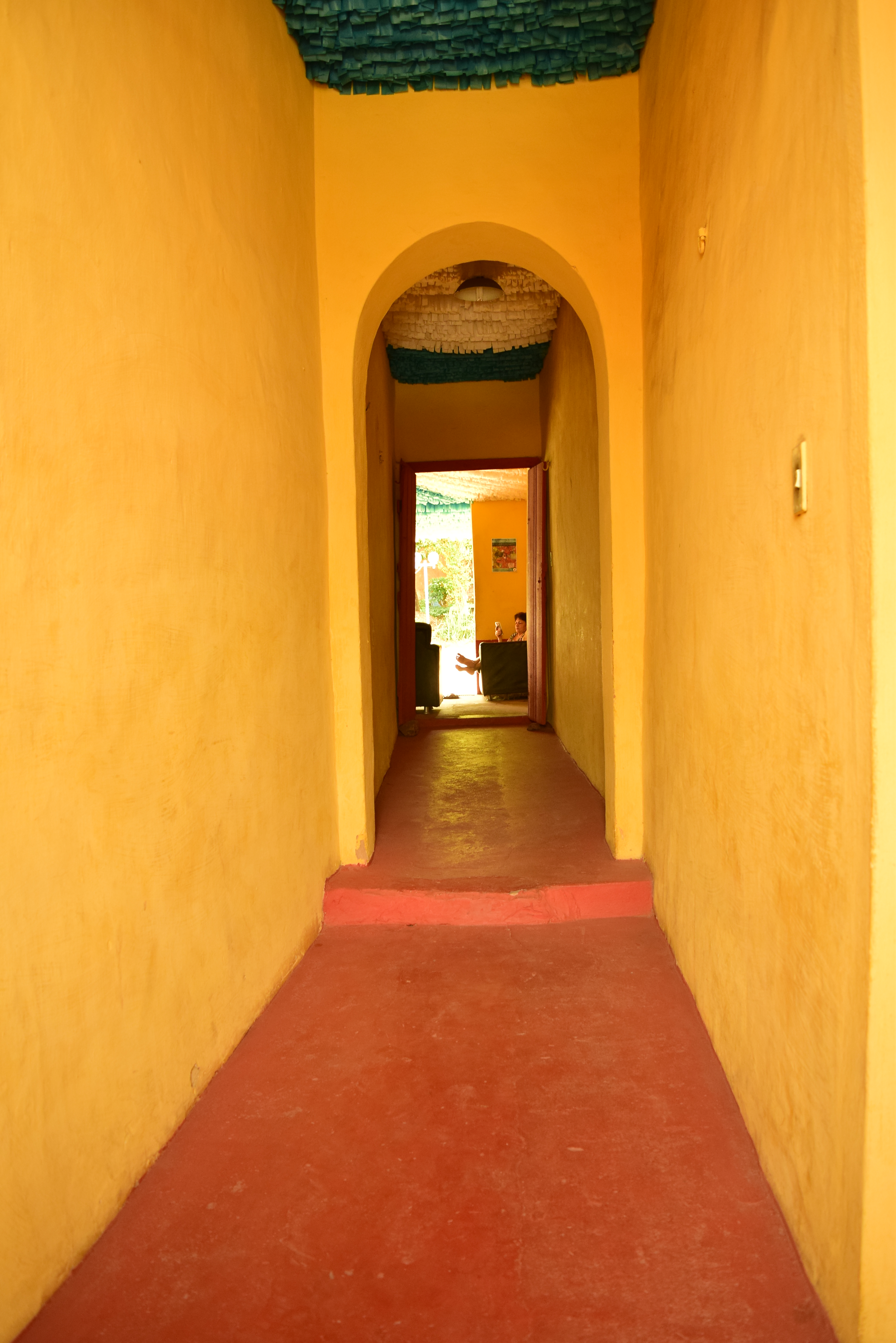
Corredor de acesso